# オカレモン
オカレモンは、フジテレビ系列のバラエティ番組『めちゃ²イケてるッ!』にて、ナインティナインの岡村隆史が演じるキャラクターである。

## 概要
レモンの被り物に、全身白タイツという出で立ち。2000年8月に『ザテレビジョン』と絡んだ際に誕生し、以降「矢部浩之のオファーしちゃいましたシリーズ」を中心に、複数の企画に登場するようになった。

## その他のオカレモン
- オカレモン2-岡田眞澄
- チビレモンズ-田中裕二、カラテカ（入江慎也、矢部太郎）、石井正則、なべやかん
- カバレモン-KABA.ちゃん
- オカレモン大サーカス-安田大サーカス（安田団長、クロちゃん、HIRO）
- キムレモン‐木村祐一
- アニレモン-矢部美幸（史上初の一般人）
- ザキレモン-山崎真実
- なかやまきんレモン君‐なかやまきんに君
- OKL48-大島優子、渡辺麻友、市川美織などAKB48のメンバーが扮する。本来は、オカレモン扮するオカレモト康を除けば15名のユニットだが、放送ではこのうち14名のメンバー[1]が登場している。個々のレモンの名前は、被り物に赤で書かれたニックネームに「レモン」をつけた名前となっている（例えば、小嶋陽菜の場合は、「こじはるレモン」となる）。市川扮するみおりんレモンは「フレッシュレモンになりたいの」のキャッチフレーズを持つ。
- ツカレモン-塚田僚一（A.B.C-Z）

などが登場した。

## オカレモンとレモンズJr.
単発企画「岡次郎の夏」の延長から始まった企画。岡村扮するオカレモンが、「オカレモンJr」こと小林正宗（マサムネ）を一員とし、ジャニーズJr.に対抗してスターを目指す子役グループ「レモンズJr.」をプロデュースする。岡村の彼らに対する教育的指導（ツッコミ）は余りにも容赦ないが、これについて岡村は「わらわザル」にて物言いが付いた際に、「メンバー全員がお笑い芸人志望である」ことを示し、「最近の若い者はぬるま湯につかりすぎ」、「このグループは言わば "岡村ヨットスクール"（戸塚ヨットスクールの比喩）」と語っている。ただし自身以外がレモンズJr.のメンバーに手をあげることは許さない。「プロフェッショナル めちゃイケの流儀」では、レモンズJr.メンバーに対し「君らのお父さん、お母さんにギャラを払っている以上、君たちはプロ」、「本番で真面目にふざけよう」、「バラエティは遊びじゃないんでぃや!（噛んだ）」と説いた。
2010年には重盛さと美の新メンバー最終試験で登場。その時ハプニングが起こったが、実は岡村への逆ドッキリだった

### レモンズJr.のメンバー
2010年2月20日放送以降、それぞれの被り物にメンバーの名前が明記されるようになった。
- マサムネ（小林正宗）元祖「オカレモンJr.」にしてレモンズのリーダー。レモンズ結成のきっかけとなったはずだったが、レモンズ結成以降はこれといった活動がなくルリカ・リクとともに「目立ってない者」という扱いを受けている。しかし、後述する「レモンのおきて」では完璧な演技を見せ、ただ一人文句なしの合格を出したほどの演技派である。
- 社長
- タイガ（坂本大河）-デブキャラ。本番中に突如鼻水を流したりなどのハプニングを度々引き起こし、「（笑いの）天才」とイジられている。実は後述する芦田愛菜の事務所の先輩。加藤浩次とそりが合わない。
- 大ちゃん（市川大樹）-メンバー最年少。
- 女番長（山崎樹）-勝ち気な性格で、マサムネ含む男性メンバー全員を泣かせたためこのあだ名が付いた。
- トモヤ（桑山知也）-メンバー唯一の眼鏡着用者。滑舌が悪い。一人だけ関東圏ではなく名古屋から遠距離通勤しているが、その割に活動が少ないためオカレモンの気に障っている。ただしジャルジャルの二人に「その方がオイシイ」と言われ機嫌を直す。かなりの音痴であり、「歌へた王座」では女子アナ軍団と接戦を繰り広げた。後述する「レモンのおきて」において、アドリブを効かせすぎるあまり、天才子役のマナ・フクを「クソガキ」呼ばわりしてオカレモンに大目玉をくらったことがある。
- ルリカ（原田瑠利香）
- リク（萩原利久）

### その他の出演者

#### レギュラー
- やべお兄さん（矢部浩之）・さいとうお姉さん（斉藤舞子）-進行役。子供番組のお兄さん・お姉さんの扮装をしている。
- 加藤浩次-何故か毎回休憩中にオカレモン達に乱入され、強制参加させられる。

#### ゲスト
- マナ（芦田愛菜）・フク（鈴木福）2011年5月14日放送の企画でレモンズJr.の新メンバー候補として登場。当初はマナだけで、『マルモのおきて』のパロディ「レモンのおきて」でレモンズJr.がマナの弟役で演技力を試す企画だったのだが、トモヤがマナの弟役を演じるのは身長的にムリがあったためにフクも参戦した。マナは「グイグイきております」を「ドンドンきております」と間違えていたが、オリジナルが合わせることで解決した。

### 内容

#### オカレモン体操
レモンズJr.がこの曲に合わせダンスする。歌詞の一部は毎回変化し、有名人イジリが入る。

#### グイグイ発表会
レモンズJr.の存在を芸能界にアピールするため、メンバーの団結力を示すチャレンジ企画（大縄飛び、連続マシュマロキャッチなど）を芸能界でグイグイ来ている人間に見てもらうというもの。相手方の芸能人には企画は説明されておらず、本人の意思にかかわらず強制的に見させられる破目になる。主にその芸能人は収録日が同一の『爆笑レッドシアター』メンバーであり、柳原可奈子、ロッチ、めちゃイケメンバーでもあるジャルジャルが犠牲となっている。なぜか毎回休憩中の加藤を急襲するのがお約束となっている。岡村曰く「メンバーの中で一番グイグイ来ている人間に見せることに意義がある」という理屈だが、加藤は「グイグイ来てねえよ!」と、自身が司会を務めていたTBS『Take Me Out』をネタにして反論している。